# Earth Fare

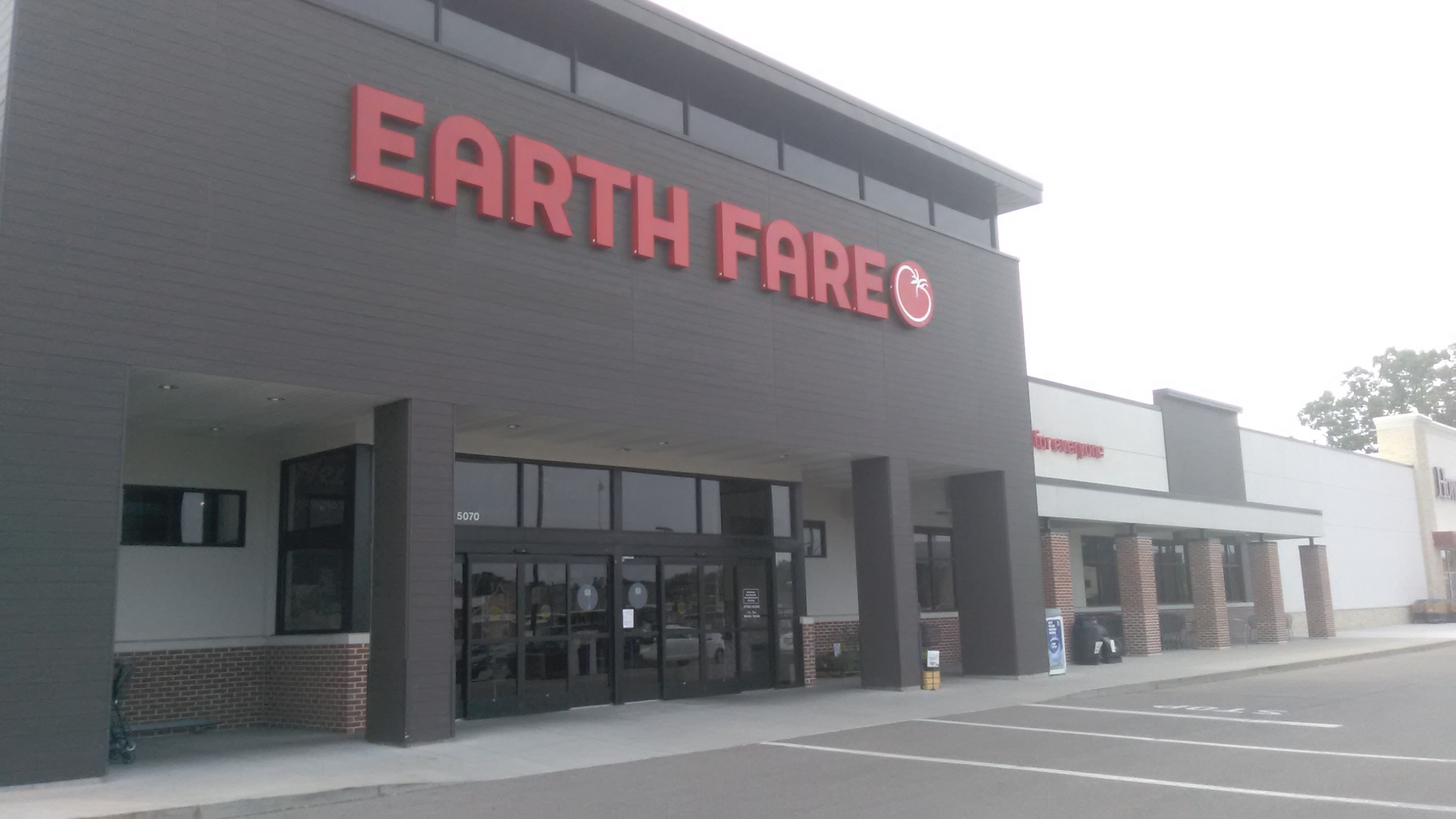
Earth Fare in Portage

Earth Fare ist eine amerikanische Supermarktkette mit 20 Standorten in 8 Bundesstaaten im Südosten der USA. Er verkauft biologische Lebensmittel, die nach Angaben des Unternehmens die höchsten Produktstandards in den USA haben, und ist einer der größten Bio-Lebensmittelhändler des Landes.

## Geschichte
Gegründet von Roger Derrough im Jahr 1975, öffnete der erste Laden seine Türen in Asheville, North Carolina als Dinner for the Earth. Anfangs bot Dinner for the Earth nur getrocknete Bio-Lebensmittel in Holzfässern an. Mit dem neuen Partner Randy Talley wurde der Laden 1994 in einem neuen, größeren Gebäude in Earth Fare umbenannt und wandelte sich von einem Spezialitätengeschäft zu einem Full-Service-Laden mit einem erweiterten Angebot an Produkten, wie Craft Beer und handwerklich hergestelltem Käse. Zwei Jahre später eröffnete der Laden einen zweiten Standort in Charleston, South Carolina, und setzte danach seine Expansion fort.
Nach der Schließung aller Filialen im Februar 2020, wegen der COVID-19-Pandemie, wurden drei Standorte im Juni 2020 wiedereröffnet; im März 2021 konnten wieder alle Standorte in Betrieb genommen werden. Das Unternehmen hat ca. 3.200 Mitarbeiter.